# Чулик Гендаргеноев
Чулик Гендаргеноев (чечен. Гендаргно Чӏулг, старорусск. Чулакѣ Киндергѣевѣ; 1760, Урус-Мартан, Чечня — 1829, Чулик-Юрт, Чечня) — чеченский военный и политический деятель кон. XVIII века — нач. XIX вв, участник Кавказской войны.

## Биография
Чулик родился в селении Мартан (современный город Урус-Мартан) в семье Сайки из рода Муги-некъе тайпа Гендарганой. В топонимике Урус-Мартана есть местность под названием «Серийн аре», где раньше находился хутор ЧIуьлг-кIотар, от имени Чулика. В конце XVIII века развернул свою политическую деятельность в родовом селе, призывая его жителей выступить против колониальной политики царской России.
В 1800–1807 годах под командованием Чулика в Чечне проходили крупные столкновения горцев с регулярными частями царской армии, вторгавшимися в Чечню.  Проявленная им храбрость, в ходе сражений с русскими, позволила ему стать одним из самых авторитетных людей в Чечне.
В сентябре 1807 года, после нескольких поражений в боях с войсками генералов Булгакова и Гудовича, значительно превосходивших отряды чеченцев по численности, Чулик  Гендаргеноев и Бейбулат Таймиев были вынуждены  приостановить военные действия  и заключить мирный договор с русскими властями
.
В 1808 году, в ходе неизвестных событий, Чулик убил человека, (по другим данным, он принял ответственность на себя, прикрыв своего товарища). Вскоре состоялось примирение, но его условия были таковы, что Чулику пришлось навсегда покинуть Урус-Мартан. Он переселился к берегам Терека и основал там аул Чулги-Юрт, ныне административный центр Надтеречного района Чеченской Республики.
В начале 1820-х годов был обвинён в укрывательстве абреков и арестован царским командованием. До 1827 года содержался в заточении в крепости Грозной. Умер в феврале 1829 года. Похоронен на Знаменском сельском кладбище. Во время ссылки чеченцев в Казахстан, его надмогильную плиту-чурт сняли и замуровали в фундамент разных государственных сооружений. С тех пор над могилой Чулика нет памятного камня.

## Семья
У Чулика было три брата: Исмайла, Меза и Нойрби. Их отца звали Сайка. Семья Чулика относилась к фратрии Сайкин-некъе тайпа Гендарганой.

### Потомки Чулика

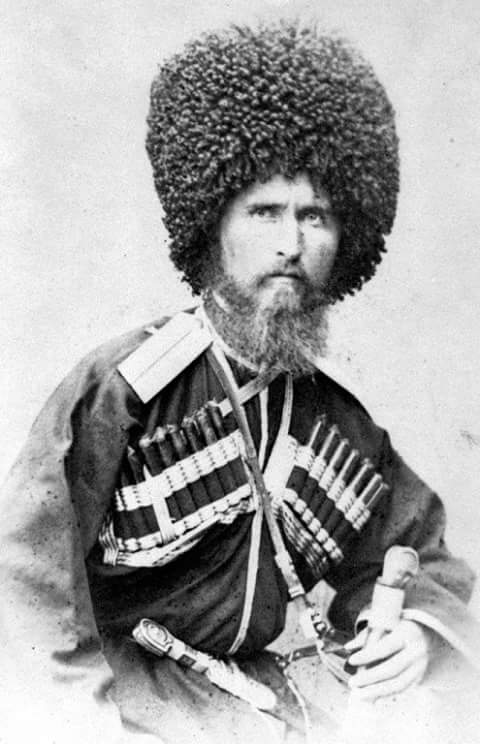
Улубий Чуликов — участник Кавказской войны;
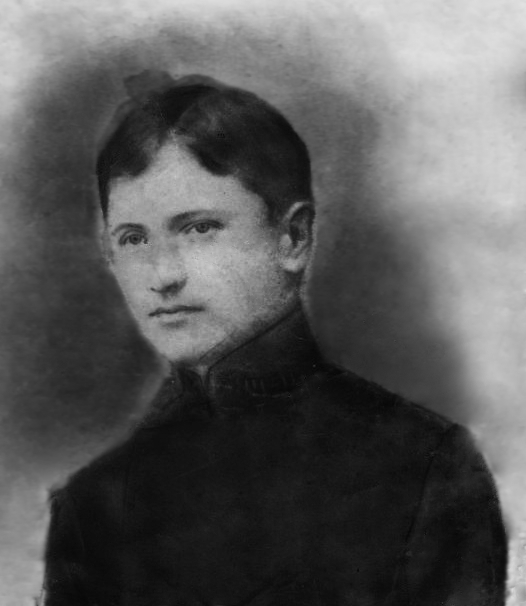
Юсуп Чуликов — начальник Надтеречного участка, Терской области, офицер Российской империи;
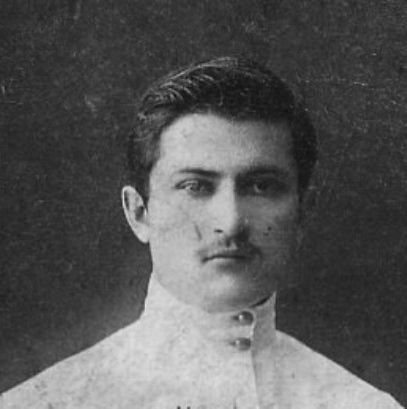
Махмуд Чуликов — офицер Чеченского конного полка, кавалер Георгиевского креста и ордена Св. Анны. Получил награды за боевые действия в войне с Германией;
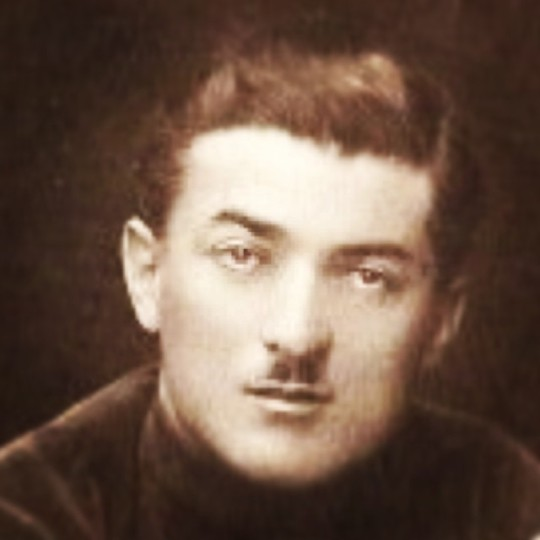
Ибрагим Чуликов —  председатель Чеченского национального совета (1918—1920).